# Xã Slayton, Quận Murray, Minnesota
Xã Slayton (tiếng Anh: Slayton Township) là một xã thuộc quận Murray, tiểu bang Minnesota, Hoa Kỳ. Năm 2010, dân số của xã này là 295 người.